# Frédéric Delafond
Pour les articles homonymes, voir Delafond.
Frédéric Delafond, né le 2 février 1844 à Igé (Saône-et-Loire) et mort le 20 novembre 1933 dans le 14e arrondissement de Paris, est un géologue français. 

## Biographie
Jean-Marie Frédéric Ernest Delafond est le fils de Benoît Delafond, percepteur en Bourgogne. Il épouse Marie Françoise Pondevaux le 3 novembre 1869 ils ont trois enfants : un garçon, mort pour la France en 1917, et deux filles.
Après une première réussite à l'École polytechnique, il préfère se représenter une deuxième fois pour être mieux classé (il l'intègre troisième en 1862), puis à l'École des mines de Paris comme élève-ingénieur des mines en 1864.
Il commence sa carrière d'ingénieur des mines en 1867. Il contribue à l'élaboration de la Carte géologique de la France.
Il parvient au grade d'inspecteur général des mines de 1e classe en 1907, et exerce la fonction supérieure de directeur de l'École nationale supérieure des mines de 1909 à 1914.
Il occupe la présidence de la Société géologique de France en 1924.

## Travaux
Frédéric Delafond est un expert des mines.

## Publications
- Fouilles géologiques de Seine et Loire[Quand ?]
- Bassin houiller d'Autun et Epinac[Quand ?]
- Terrains tertiaires de la Bresse[Quand ?]
- Bassin houillier de Blanzy et le Creusot[Quand ?]
- La tectonique du Massif Central[Quand ?]

## Hommages
- Il est nommé commandeur de la Légion d'honneur.